# Пейдж, Кристофер Найджел
Кристофер Найджел Пейдж (1942 — 9 декабря 2022) — шотландский ботаник, специалист по папоротниковидным и семенным растениям, также работал по исследованию хвойных.

## Научная работа
Пейдж был главным научным сотрудником по исследованию хвойных растений в Королевском ботаническом саду Эдинбурга в течение 25 лет. Работал над разработкой стратегии сохранения древесных пород. В 1976 году основал Программу сохранения хвойных растений в Королевском ботаническом саду Эдинбурга. В 1986 году основал и до 1994 года был первым председателем Группы специалистов по хвойным породам Комиссии по выживанию видов (SSC) Международного союза охраны природы, почётный член SSC.
Занимается исследованиями в области эволюционной биологии. Вклад Пейджа в таксономию хвойных растений — это выделение рода Retrophyllum из полифилетического рода Nageia и внесение в список рода Afrocarpus представителей родов Podocarpus и Nageia.